# Jenő Manninger
Jenő Vilmos Manninger (ur. 30 lipca 1955 w Budapeszcie) – węgierski polityk, inżynier i samorządowiec, poseł do Zgromadzenia Narodowego, eurodeputowany V kadencji.

## Życiorys
Ukończył w 1980 budownictwo lądowe na Uniwersytecie Techniczno-Ekonomicznym w Budapeszcie. Kształcił się również na Trinity College w Dublinie oraz na Uniwersytecie Nauk Ekonomicznych w Budapeszcie. Pracował jako inżynier i projektant m.in. w Tunezji i Algierii, zajmował się także działalnością dydaktyczną.
W 1990 zaangażował się w działalność polityczną. Do 1998 był członkiem zgromadzenia stołecznego Budapesztu, reprezentując wówczas Węgierskie Forum Demokratyczne. W latach 1998–2002 pełnił funkcję sekretarza parlamentarnego w ministerstwie transportu, łączności i zarządzania zasobami wodnymi.
W międzyczasie dołączył do Fideszu, z jego ramienia w 2002 uzyskał mandat posła do Zgromadzenia Narodowego. Od 2003 był obserwatorem w Parlamencie Europejskim V kadencji, a od maja do lipca 2004 pełnił funkcję europosła. W 2006, 2010, 2014 i 2018 z powodzeniem ubiegał się o poselską reelekcję w wyborach krajowych. W latach 2006–2014 pełnił jednocześnie funkcję przewodniczącego zgromadzenia komitatu Zala. W 2022 został natomiast burmistrzem Keszthely.